# Stan Waxman
Stanley Roy Waxman, detto Stan (20 maggio 1922 – 22 febbraio 2013), è stato un cestista e allenatore di pallacanestro statunitense, professionista nella NBL e nella PBLA.

## Carriera
Giocò una stagione nella NBL, disputando 18 partite con 7,1 punti di media.